# Aljaksandr Raboesjenka
Aljaksandr Raboesjenka (Wit-Russisch: Аляксандр Рабушэнка) (Minsk, 12 oktober 1995) is een Wit-Russisch voormalig wielrenner die in 2022 en 2023 reed voor Astana Qazaqstan.

## Carrière
In 2013 won Raboesjenka als junior het bergklassement in de Trophée Centre Morbihan en de derde etappe in de Ronde van Basilicata. Datzelfde jaar werd hij zestiende in de wegrit op het wereldkampioenschap. Raboesjenka's eerste UCI-wedstrijd van 2014 was de Mayor Cup, waarin hij negende werd. In juni van dat jaar werd hij derde op het nationaal beloftenkampioenschap tijdrijden. Een jaar later werd hij tweede in de wegrit.
In 2016 nam Raboesjenka deel aan het Europees beloftenkampioenschap. Hij won de sprint met een half wiel voorpsrong op Bjorg Lambrecht, die juichend over de streep kwam. Na de fotofinish bleek echter dat de Wit-Rus de finish eerder had gepasseerd. Eerder dat jaar had hij al de Ronde van Casentino, die niet meer op de UCI-kalender stond, gewonnen. Elf dagen na zijn vijftiende plaats in de Piccolo Ronde van Lombardije eindigde hij op plek 43 in de wegwedstrijd voor beloften op het wereldkampioenschap.
In april 2017 werd Raboesjenka derde in de Trofeo Piva, achter Mark Padoen en Seid Lizde. Zes dagen later werd hij wederom derde, ditmaal in de Trofeo Edil C. Daar won hij de sprint van het peloton, negen seconden nadat Marco Negrente Lucas Hamilton had verslagen in een sprint-à-deux en zo de wedstrijd had gewonnen. Zijn eerste seizoenszege boekte de Wit-Rus in de Ronde van Belvedere, waar hij Hamilton en Matteo Fabbro naar de dichtste ereplaatsen verwees. Nadat hij in juni een etappe in de Ronde van Italië voor beloften had gewonnen en derde was geworden op het nationale wegkampioenschap, mocht hij vanaf eind juli stage lopen bij UAE Team Emirates. Tijdens de wereldkampioenschappen, waar Raboesjenka zestiende werd in de wegwedstrijd voor beloften, werd bekend dat hij in 2018 prof zou worden bij de ploeg waar hij op dat moment stage liep. Op 1 oktober won hij de Piccolo Ronde van Lombardije door vijf seconden voor Andrea Cacciotti en Gino Mäder als eerste over de finish te komen.

## Overwinningen
2013
Bergklassement Trophée Centre Morbihan
3e etappe Ronde van Basilicata
2016
 Europees kampioen op de weg, Beloften
2017
Ronde van Belvedere
2e etappe Ronde van Italië, Beloften
Piccolo Ronde van Lombardije
2019
Coppa Agostoni

## Resultaten in voornaamste wedstrijden
| Jaar | Ronde van Italië | Ronde van Frankrijk | Ronde van Spanje |
| ---- | ---------------- | ------------------- | ---------------- |
| 2018 |                  |                     |                  |
| 2019 |                  |                     |                  |
| 2020 |                  |                     | 90e              |
| 2021 |                  |                     |                  |
| 2022 |                  | 97e                 |                  |
| 2023 |                  |                     |                  |

| Jaar | Milaan-San Remo | Parijs-Roubaix | Amstel Gold Race | Luik-Bast.‑Luik | Ronde van Lombardije | Waalse Pijl | Clásica San Sebastián |  | WK op de weg |
| ---- | --------------- | -------------- | ---------------- | --------------- | -------------------- | ----------- | --------------------- |  | ------------ |
| 2018 |                 |                | 80e              | 122e            |                      | 92e         | 42e                   |  | opgave       |
| 2019 |                 |                |                  |                 |                      |             | 71e                   |  | opgave       |
| 2020 |                 |                |                  |                 | opgave               |             |                       |  | opgave       |
| 2021 |                 |                |                  |                 |                      |             | opgave                |  | opgave       |
| 2022 |                 | opgave         | 54e              | opgave          |                      |             | opgave                |  |              |
| 2023 | 142e            |                |                  | opgave          |                      | opgave      |                       |  |              |

## Ploegen
- 2017 –  UAE Team Emirates (stagiair vanaf 28 juli)
- 2018 –  UAE Team Emirates
- 2019 –  UAE Team Emirates
- 2020 –  UAE Team Emirates
- 2021 –  UAE Team Emirates
- 2022 –  Astana Qazaqstan
- 2023 –  Astana Qazaqstan

Aït el Abdia · Atapuma · Bono · Consonni · Conti · Costa · Đurasek · Ferrari · Ganna · Guardini · Kump · Laengen · Marcato · Meintjes · Mirza · Modolo · Mohorič · Mori · Niemiec · Petilli · Polanc · Ravasi · Swift · Troia  · Ulissi · Zurlo · Lizde (stagiair) · Raboesjenka (stagiair) · Romano (stagiair)
Aït el Abdia · Aru · Atapuma · Bono · Bystrøm · Consonni · Conti · Costa · Đurasek · Ferrari · Ganna · Kristoff  · Laengen · Marcato · Martin · Mirza · Mori · Niemiec · Petilli · Polanc · Ravasi · Raboesjenka · Sutherland · Swift · Troia  · Ulissi
Aru · Bohli · Bystrøm · Consonni · Conti · Costa · Đurasek · Ferrari · Gaviria · Henao · Kristoff · Laengen · Marcato · Martin · Mirza · Molano · Mori · Muñoz · I. Oliveira · R. Oliveira · Petilli · Philipsen · Pogačar · Polanc · Ravasi · Raboesjenka · Sutherland · Troia  · Ulissi
Ardila · Aru · Bjerg · Bohli · Bystrøm · Conti · Costa · Covi · De la Cruz · Dombrowski · Formolo · Gaviria · Henao · Kristoff · Laengen · Marcato · McNulty · Mirza · Molano · Muñoz · I. Oliveira · R. Oliveira · Philipsen · Pogačar · Polanc · Ravasi · Raboesjenka · Richeze · Troia · Ulissi
Ardila · Ayuso (vanaf 15 juni) · Bjerg · Bystrøm · Conti · Costa · Covi · De la Cruz · Dombrowski · Fisher-Black (vanaf 14 juli) · Formolo · Gaviria · Gibbons · Hirschi · Kristoff · Laengen · Majka · Marcato · McNulty · Mirza · Molano · Muñoz · I. Oliveira · R. Oliveira · Pogačar · Polanc · Raboesjenka · Richeze · Trentin · Troia · Ulissi· Groß (stagiair)
Basso · Battistella · Boaro · Broesenski · Conti · de Bod · de la Cruz · Dombrowski · Fjodorov · Felline · Gazzoli (tot 10/8) · Gïdïç · Groezdev · Henao (tot 31/07) · López · Loetsenko · Martinelli · Moscon · Natarov · A. Nibali · V. Nibali · Nurlykhassym · Pronskïÿ · Raboesjenka · Romo · Scaroni (vanaf 28/07) · Tejada · Velasco · Zacharov · Zejts · Chzhan (stagiair) · Syritsa (stagiair)
Basso · Battistella · Boaro · Bol · Broesenski · Cavendish · Chzhan · de la Cruz · Dombrowski · Fjodorov · Felline · Garofoli · Gïdïç · Groezdev · Laas · Loetsenko · Martinelli · Moscon · Natarov · Nibali · Nurlykhassym · Pronskïÿ · Raboesjenka · Romo · Sánchez · Scaroni · Syritsa · Tejada · Velasco · Zejts